# Gellainville
Gellainville ist eine französische Gemeinde mit 763 Einwohnern (Stand: 1. Januar 2022) im Département Eure-et-Loir in der Region Centre-Val de Loire. Sie gehört zum Arrondissement Chartres und zum Kanton Chartres-2.

## Geographie
Gellainville liegt etwa fünf Kilometer südöstlich des Stadtzentrums von Chartres. Umgeben wird Gellainville von den Nachbargemeinden Chartres im Nordwesten und Norden, Nogent-le-Phaye im Nordosten, Sours im Osten, Berchères-les-Pierres im Südosten und Süden, Morancez im Südwesten und Westen sowie Le Coudray im Westen.

## Bevölkerungsentwicklung
| Jahr                       | 1962 | 1968 | 1975 | 1982 | 1990 | 1999 | 2006 | 2013 | 2020 |
| Einwohner                  | 263  | 273  | 291  | 364  | 413  | 409  | 471  | 660  | 751  |
| Quellen: Cassini und INSEE |      |      |      |      |      |      |      |      |      |

## Sehenswürdigkeiten
- Kirche Saint-Jean-Baptiste aus dem 12. Jahrhundert, Monument historique

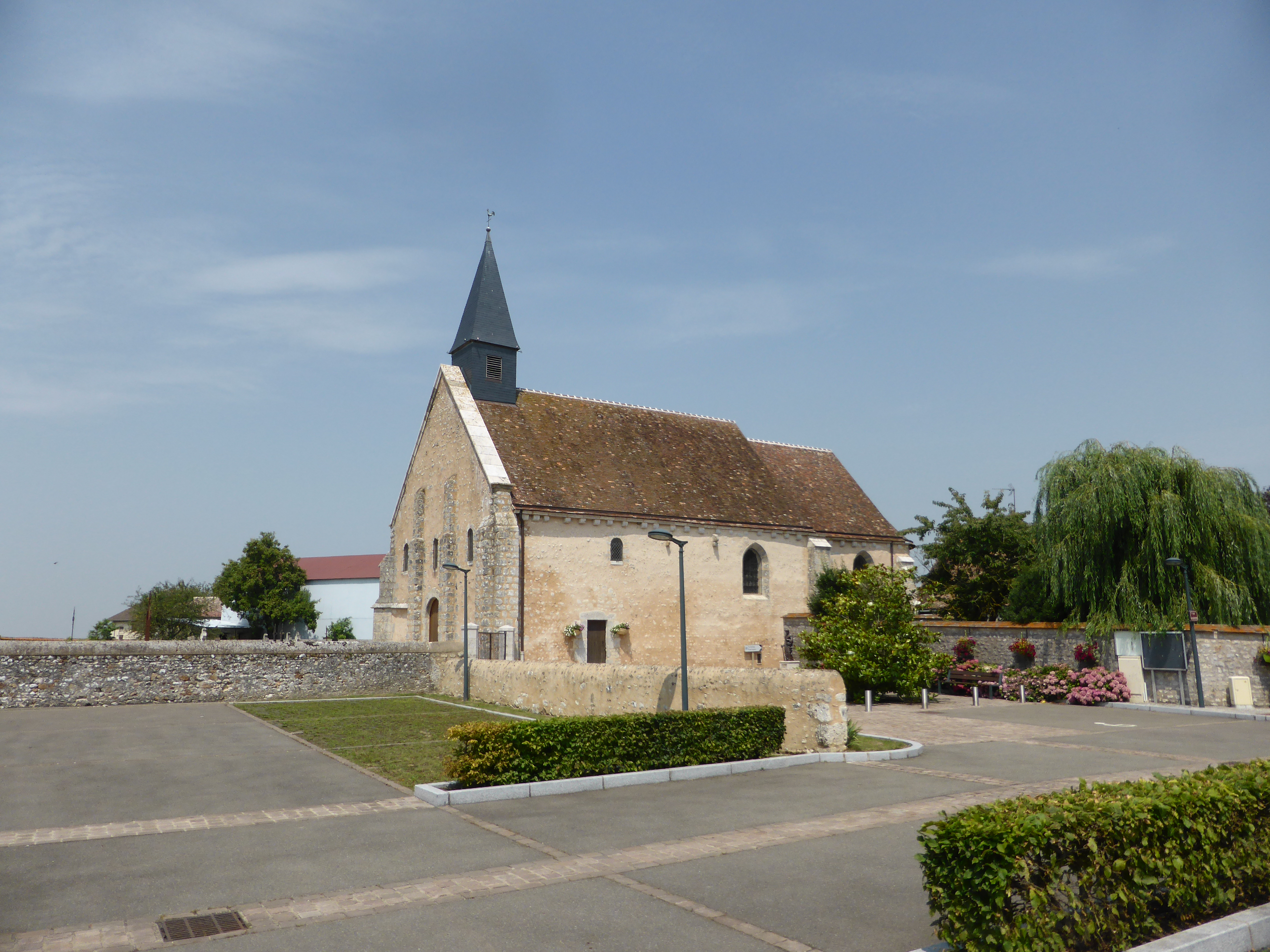
Kirche Saint-Jean-Baptiste